# Ruta Estatal de Alabama 54
La Ruta Estatal de Alabama 54, y abreviada SR 54 (en inglés: Alabama State Route 54) es una carretera estatal estadounidense ubicada en el estado de Alabama, cruza los condados de Covington y Geneva. La carretera inicia en el Oeste desde la US 331     en Florala sigue en sentido Este hasta finalizar en la AL 52     en Earlytown. La carretera tiene una longitud de 25,7 km (16 mi).

## Mantenimiento
Al igual que las autopistas interestatales, y las rutas federales y el resto de carreteras estatales, la Ruta Estatal de Alabama 54 es administrada y mantenida por el Departamento de Transporte de Alabama por sus siglas en inglés ALDOT.